# 朱昌頤
朱昌頤（1784年—1855年），字吉求，号朵山。浙江海盐人。生於乾隆四十九年。道光六年（1826年）丙戌科状元，授職翰林院修撰。卒於咸丰五年。

## 軼事
梁章鉅《楹联续话》载：“朱朵山殿撰昌颐未第时，见其叔父虹舫阁学侍儿名多多者，心悦之，未敢请也。适此婢索书楹帖，因信笔制一联云：‘一心只念波罗蜜；三祝难忘福寿男。’为阁学所见，欲以婢赐之，婢谓：‘九郎若中状元，吾当归焉。’明年，朵山果大魁，阁学为成其事。当时传为佳话云。”